# Tehuacán
Tehuacán est la deuxième ville de l'État de Puebla, au Mexique située sur la route panaméricaine.
Avec une population de 274 906 habitants en 2010, c'est le chef-lieu du municipio (canton) du même nom, dont la population s'élevait à 331 167 habitantes en 2010.

## Histoire
Le 16 mars 1660, Tehuacán est reconnue comme « Cité des Indiens » (Ciudad de Indios) par les colonisateurs espagnols. Des odonymes locaux (Calle 16 de Marzo) rappellent cet événement, considéré comme la fondation officielle de la ville.